# Ściernisko

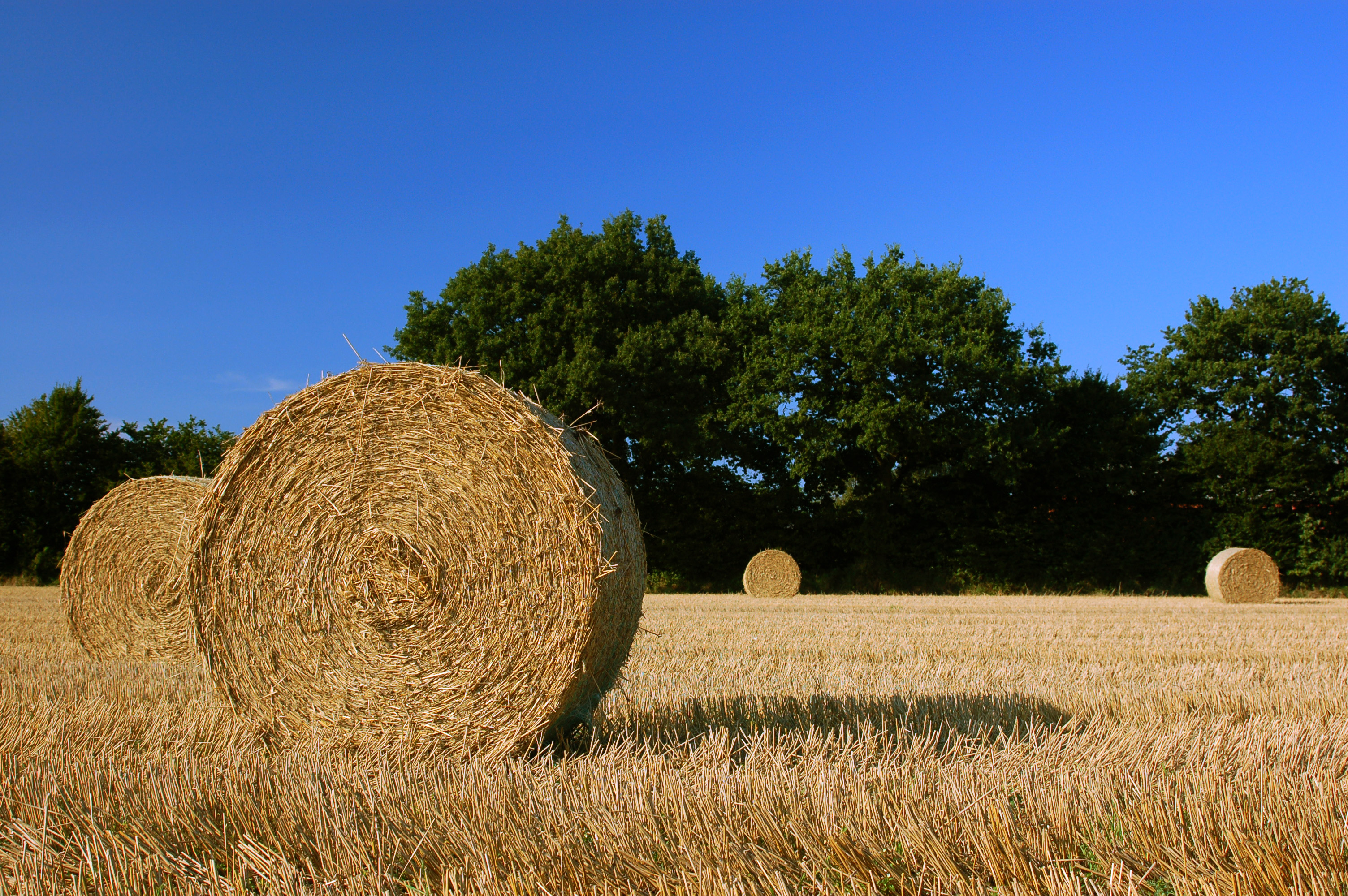
Ściernisko po zebraniu zboża i sprasowaniu słomy

Ściernisko – pole (rolnictwo) po skoszeniu rosnących na nim roślin, głównie zbóż, z pozostawionymi dolnymi częściami roślin (ścierni). Ścierń stanowi nadziemną część resztek pożniwnych, które pozostawione w polu są źródłem substancji organicznej w glebie. Zaleca się pozostawianie niskiej ścierni, nawet gdy słoma nie jest wykorzystywana i zostaje rozdrobniona przez kombajn. W przypadku pozostawienia wysokiej ścierni, szczególnie po rzepaku i kukurydzy, zaleca się niszczenie ścierni przez mulczowanie lub wałowanie wałem nożowym.
W tradycyjnym rolnictwie ścierń niszczono przez wykonanie podorywki pługiem podorywkowym, obecnie stosuje się brony talerzowe, ciężkie kultywatory lub agregaty tych narzędzi. Na glebach zagrożonych erozją stosowana bywa uprawa pasowa, w której ściernisko wraz resztkami pożniwnymi pozostawia się a uprawia się jedynie wąskie paski pola w których dokonuje się siewu kolejnej uprawy.
W uprawie ekstensywnej, w Polsce szczególnie w przeszłości,  na zachwaszczonym głównie perzem ściernisku prowadzono wypas.
Nazwy pól po zbiorze, w zależności od zebranej rośliny:
- ziemniaczysko – ziemniaków
- buraczysko – buraków
- rzepaczysko – rzepaku
- koniczynisko – koniczyny
- lucernisko – lucerny
- żytnisko – żyta (dawniej rżysko[5])
- pszeniczysko – pszenicy
- jęczmienisko – jęczmienia
- owsisko – owsa
- kukurydzisko – kukurydzy
- lnisko – lnu
- gryczysko – gryki
- kapuścisko – kapusty